# Нёвизи
Нёвизи́ (фр. Neuvizy) — коммуна во Франции, находится в регионе Шампань — Арденны. Департамент коммуны — Арденны. Входит в состав кантона Новьон-Порсьен. Округ коммуны — Ретель.
Код INSEE коммуны — 08324.
Коммуна расположена приблизительно в 180 км к северо-востоку от Парижа, в 80 км севернее Шалон-ан-Шампани, в 21 км к юго-западу от Шарлевиль-Мезьера.

## Население
Население коммуны на 2008 год составляло 108 человек.
| 1962 | 1968 | 1975 | 1982 | 1990 | 1999 | 2008 |
| ---- | ---- | ---- | ---- | ---- | ---- | ---- |
| 120  | 134  | 122  | 100  | 118  | 116  | 108  |

## Экономика
В 2007 году среди 69 человек в трудоспособном возрасте (15—64 лет) 55 были экономически активными, 14 — неактивными (показатель активности — 79,7 %, в 1999 году было 63,1 %). Из 55 активных работали 52 человека (26 мужчин и 26 женщин), безработными были 3 женщины. Среди 14 неактивных 5 человек были учениками или студентами, 2 — пенсионерами, 7 были неактивными по другим причинам.

## Достопримечательности
- Церковь Нотр-Дам-де-Бон-Секур[фр.]
- Дом паломника рядом с церковью

## Фотогалерея
- Церковь Нотр-Дам-де-Бон-Секур
- Памятник погибшим в Первой мировой войне
- Придорожный крест
- Карта коммуны